# Oualidia
Oualidia (en árabe الوليدية) es una comuna marroquí, situada en la provincia de Sidi Bennour, en la región de Casablanca-Settat.

## Toponimia
El nombre de Oualidia proviene del sultán saadí Al-Walid ibn Zaydan.

## Geografía física

### Localización
Oualidia se encuentra en el extremo suroeste de la región de Casablanca-Settat, a orillas del océano Atlántico. Se localiza a 176 km al sur de Casablanca, a 171 km al suroeste de Settat y a 207 km al noroeste de Marrakech.

## Demografía
Según el último censo realizado por el Alto Comisionado de Planificación, Oualidia tenía en el año 2014 una población total de 18 616 habitantes. De entre ellos, 7 770 habitantes se encuentran en áreas urbanas dentro de la comuna, mientras que 10 846 habitantes se encuentran en áreas rurales.

## Economía

### Producción
Los principales sectores productivos de Oualidia son el cultivo de la ostra, la pesca y el turismo.

### Empleo
La población activa está formada fundamentalmente por varones. El 81.2 % de los varones se encuentran empleados o en búsqueda de empleo, mientras que solo el 12.6 % de las mujeres buscan o disponen de empleo.
La tasa de desempleo se situaba en el año 2014 en el 14.9 %. Entre la población masculina, la tasa de desempleo se situaba en el 9.6 %, mientras que entre las mujeres esta tasa se incrementa hasta el 51.3 %.

## Transportes
Oualidia está comunicada por la carretera regional R301, con orientación norte-sur, y la carretera provincial P3430, que conecta Oualidia con el este.

## Abastecimiento
El 92.2 % de los hogares dispone de electricidad, mientras que el 52.5 % dispone de agua corriente y el 37.6 % cuenta con conexión a una red de alcantarillado público.

## Educación
La tasa de analfabetismo se sitúa en Oualidia en el 43.2 %. Existe una importante diferencia entre la población masculina y la femenina. El 34.5 % de los varones no saben leer ni escribir, mientras que en el caso de las mujeres este porcentaje sube al 52.5 %.
La tasa de escolarización entre los niños de 7 a 12 años se sitúa en el 90.4 %. En este caso la diferencia entre varones y mujeres es reducida: un 91 % entre los niños y un 89.8 % entre las niñas.

## Patrimonio
Todavía se pueden observar vestigios de la antigua alcazaba mandada construir por el sultán Al-Walid ibn Zaydan en 1634.